# Isola di Robinson Crusoe
L'Isola di Robinson Crusoe (in lingua spagnola Isla Róbinson Crusoe), conosciuta anche come Más a Tierra o Aguas Buenas, è un'isola appartenente all'arcipelago cileno delle Isole Juan Fernández. Su quest'isola venne abbandonato Alexander Selkirk, marinaio scozzese la cui avventura potrebbe aver ispirato lo scrittore Daniel Defoe nella stesura del suo fortunato romanzo.

## Storia
Nel 1915 fu teatro della Battaglia di Más a Tierra tra uno squadrone navale inglese e l'incrociatore leggero tedesco SMS Dresden che si concluse con l'affondamento di quest'ultimo.